# Franz Kasimir von Kleist
Franz Kasimir von Kleist (25 de enero de 1736 - 30 de marzo de 1808) fue un general de infantería del Reino de Prusia. En 1806 como Gobernador de Magdeburgo capituló ante las tropas de Napoleón, por lo cual fue póstumamente condenado a muerte.

## Biografía
Kleist nació en Stettin, siendo el menor de los hijos del Teniente General Franz Ulrich von Kleist y de su primera esposa Luise Eleonore (nacida von Putlitz). En 1762 fue designado adjunto del rey Federico II de Prusia. En 1788 fue promovido a Mayor General y Comandante en Jefe del Antiguo Regimiento de Infantería Prusiano N.º 12 (1806) (el Regimiento Wunsch zu Fuß). En 1800 fue designado Comandante en Jefe del Antiguo Regimiento de Infantería Prusiano N. 5 (1806) (el Regimiento Kalkstein zu Fuß) y Gobernador de Magdeburgo.
Como no habían realizado obras de construcción en la Fortaleza de Magdeburgo desde 1740, y no se había llevado a cabo ninguna tarea de mantenimiento desde el fin del siglo XVIII, la fortaleza no estaba en condiciones de resistir el armamento de tecnología moderna. Después de las capitulaciones de Prenzlau, Stettin, Spandau y Küstrin Kleist pensó que la resistencia era inútil y se sintió obligado a rendir la fortaleza el 8 de noviembre de 1806 al Mariscal Ney, con aproximadamente 24.000 hombres, 600 cañones y gran cantidad de suministros. Esta rendición sin ningún combate fue extremadamente controvertida entonces y ahora: la fortaleza se rindió después de un asedio de solo tres semanas y a pesar del hecho de que los defensores sobrepasaban en número a las tropas invasoras francesas.
La conducta de Kleist fue objeto del Immediatuntersuchungskommission, la comisión de investigación sostenida por Prusia ante la humillante derrota de su ejército en la Guerra de la Cuarta Coalición de 1806-07. La comisión se encontró por orden del rey Federico Guillermo III de Prusia entre el 27 de noviembre y el 6 de diciembre de 1807 y continuó con su tarea hasta 1812. Sobre las bases de las conclusiones de la comisión muchos oficiales fueron depuestos, algunos pocos de ellos con deshonor. En varios casos también se llevaron a cabo procedimientos de corte marcial. Algunos de los acusados fueron sentenciados a prisión, mientras que el Coronel von Ingersleben, comandante de la fortaleza de Küstrin, y el General von Kleist como Gobernador de Magdeburgo, fueron condenados a muerte. Sin embargo, von Ingersleben fue sentenciado en ausencia, y murió en el extranjero, y Kleist ya había muerto antes de los procesamientos.
Cita del procedimiento de septiembre de 1808 sobre la capitulación de Magdeburgo: "Si el General v. K. estuviera vivo, a cuenta de la apresurada rendición, contraria a su deber, de la importante fortaleza de Magdeburgo a los franceses, sería puesto ante un pelotón de fusilamiento". ("Der General v. K. wäre, wenn er noch lebte, wegen der übereilten und durchaus pflichtwidrigen Übergabe der wichtigen Festung Magdeburg an die Franzosen zu arquebusieren.")

## Familia
La esposa de Kleist también era miembro de la familia von Kleist, de la rama Zützen de la familia: Caroline Luise Eleonore Johanne von Kleist (7 de diciembre de 1747 - 1780). Ella era la hija del Coronel Karl Wilhelm von Kleist (1707-1766) y de su esposa Eva Luise Eleonore (nacida von Schlomach; 1726-1813). La pareja tuvo los siguientes hijos: 
- Franz Alexander (24 de diciembre de 1769 - 8 de agosto de 1797), desposó a Albertine von Jungk.
- Georg (nacido y muerto en 1770)
- Friedrich Ludwig Heinrich (11 de marzo de 1771 - 16 de abril de 1838), desposó el 10 de junio de 1799 a Charlotte Marianne Sophie Luise Eleonore von Donop (28 de febrero de 1777 - 4 de abril de 1855).
- Caroline (nacida en 1767)
- Wilhelmine Luise Caroline Johanna (fallecida en 1839), desposó a von Waldow.